# Holomitrium piliferum
Holomitrium piliferum là một loài Rêu trong họ Dicranaceae. Loài này được (Mitt.) Besch. mô tả khoa học đầu tiên năm 1876.